# الصرفة (حبيش)

تعديل مصدري - تعديل

الصرفة هي إحدى قرى عزلة الذارحي بمديرية حبيش التابعة لمحافظة إب، بلغ تعداد سكانها 118 نسمة حسب تعداد اليمن لعام 2004.